# Dunlop Cry Baby
Pour les articles homonymes, voir Cry baby.
La Jim Dunlop Cry Baby est une gamme de pédales wah-wah fabriquée par Dunlop Manufacturing depuis 1966. La Cry-Baby est une des pédales de guitare wah-wah  les plus largement utilisée de tous les temps. Le nom Cry Baby est celui de la pédale d'origine Thomas Organ/Vox que Jim Dunlop a copiée, mais les fabricants du modèle originel n'ont pas déposé la marque, laissant la porte ouverte à Dunlop. Dans les années 2000, Dunlop a fabriqué les pédales Vox sous licence, mais ce n'est plus le cas.
L'effet wah-wah, initialement destiné à imiter le son « pleurant » d'une sourdine de trompette, est devenu un outil d'expression à part entière. Il est utilisé par la guitare solo ou pour créer un effet rythmique (« wacka-wacka ») très utilisé en funk.

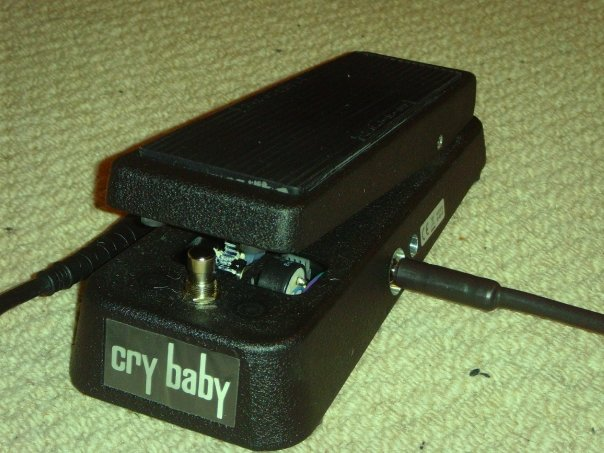
Pédale GCB95 Cry Baby Wah.